# Kahriz Sang
Kahriz Sang – miasto w środkowym Iranie, w ostanie Isfahan. W 2006 roku miasto liczyło 8267 mieszkańców w 2169 rodzinach.